# 村田清風記念館
村田清風記念館（むらたせいふうきねんかん）は山口県長門市の三隅地区にある長門市立の記念館。

## 概要
長州藩の藩政改革の中心人物として手腕を奮った三隅出身の村田清風と、その志を継いだ周布政之助の遺品を中心に展示している記念館。国の史跡である村田清風の旧宅三隅山荘に隣接している。
なお、長門市にある他の4施設（金子みすゞ記念館・香月泰男美術館・くじら資料館）で共通の入場券が発売されている（有効期間30日）。